# Franz Fackler
Franz Xaver Fackler (Rufname Franz Fackler; * 20. Oktober 1895 in München, Königreich Bayern; † 23. September 1963 in München, Freistaat Bayern) war ein deutscher Gewerkschafter, Monarchist, Widerstandskämpfer gegen den Nationalsozialismus und christlich-sozialer Politiker.

## Leben
Nach einer Bäcker- und Kaufmannslehre war Franz Xaver Fackler 1915–1917 Soldat im Ersten Weltkrieg. Ab 1919 war er Bezirksleiter der Christlichen Gewerkschaft in München. Nachdem er einige Jahre Mitglied des Zentrums gewesen war, wechselte er 1921 als Gründungsmitglied zur Christlich-Sozialen Partei, in der er zum Vorstand gehörte. Ab 1923 war er Sachbearbeiter im Arbeitsamt. 1924 trat er der BVP bei, in der er sich von 1928 bis 1933 im Kreisausschuss München betätigte. Nach der Machtergreifung 1933 hielt er an seiner konservativ-monarchistischen Überzeugung fest. Für sein Ziel, die Monarchie in Bayern wieder zu errichten, suchte er Gleichgesinnte. Als er 1935 anlässlich der Caritassammlung einen Sammler gegen Misshandlungen durch die Nationalsozialisten schützen wollte, wurde er von der Polizei vorübergehend inhaftiert.
Anfang 1937 informierte Josef Zott Fackler über eine monarchistische Widerstandsgruppe, die von Heinrich Weiß gegründet worden war und später als Harnier-Kreis bekannt wurde. Fackler schloss sich dieser Gruppe an und nahm bald an den geheimen Treffen teil. Innerhalb kürzester Zeit warb er in christlichen Gewerkschaftskreisen weitere Gleichgesinnte, die an illegalen Treffen in Münchner Gasthäusern und Privatwohnungen teilnahmen. Nach Absprache mit Adolf von Harnier nominierte Josef Zott am 11. Februar 1938 Franz Fackler zu seinem Stellvertreter. Im Sommer 1937 wurde Fackler als Schriftleiter bestimmt.
Als führendes Mitglied des Harnier-Kreises wurde Fackler Anfang August 1939 zusammen mit 125 Personen des Harnier-Kreises verhaftet. Nach einer Untersuchungshaft von fast fünf Jahren wurde er im Oktober 1944 durch den Volksgerichtshof zu zwei Jahren und drei Monaten Gefängnis verurteilt. Da das Strafmaß durch die Dauer der Untersuchungshaft längst überschritten war und er zudem als haftunfähig galt, wurde er freigelassen.
Nach Kriegsende 1945 gehörte Fackler zu den Mitbegründern der Münchner CSU und war Mitglied im Münchner Stadtrat. 1946 war er Mitbegründer und stellvertretender Landesvorsitzender des VdK Bayern. 1948 gründete er den Verlag und die Werbeagentur Anzeigen Fackler. 1949 wurde er zum Vorsitzender der CSU-Fraktion gewählt. Zudem wurde er 1954 Landesvorsitzender des Zentralverbandes demokratischer Widerstandskämpfer- und Verfolgtenorganisationen (ZDWV).
1960 erhielt Fackler die Goldene Bürgermedaille der Landeshauptstadt München. 1963 wurde in der Münchner Siedlung am Lerchenauer See die Franz-Fackler-Straße nach ihm benannt.